# Asplenium austrochinense
Asplenium austrochinense är en svartbräkenväxtart som beskrevs av Ren-Chang Ching. Asplenium austrochinense ingår i släktet Asplenium och familjen Aspleniaceae. Inga underarter finns listade.